# Reading HC
Der 1905 gegründete Reading Hockey Club gehört zu den erfolgreichsten Hockey-Vereinen in England. Der in hellblauen Hemden und dunkelblauen Hosen bzw. Röcken spielende Club aus Berkshire zählt rund 470 Mitglieder. Die Clubanlage befindet sich seit 1985 in Sonning Lane im Osten Readings, welche zusammen mit dem Reading Cricket Club genutzt wird. Beide Vereine bilden den Reading Cricket & Hockey Club, eine Verbindung, die in Großbritannien öfter existiert. Der aktuelle Erfolg des Vereins kann auf die frühen 80er Jahre zurückgeführt werden, als die Vereinsführung einen systematischen Aufbauplan zu einem Leistungszentrum für Hockey aufstellte. So etablierte sich nicht nur das Herrenteam in der nationalen Spitze, auch mehrere Jugendmannschaften gewannen englische Meistertitel. In den Jahren 1997 und 2006 war der Reading HC Ausrichter des EuroHockey Cup Winners Cups der Herren.

## Damen
In der Saison 1981/82 gab es bei den Reading Ladies erstmals ein Team, das am Bulmershe College spielte. Bereits ein Jahr später konnte eine 2. Mannschaft und 1985 eine 3. Mannschaft gegründet werden. 1991 wurden zwei weitere Damenteams aufgenommen, 1993 wurde das erste Veteranen-Team, die Rogues aufgestellt.
In der Saison 2007/08 existieren sieben Damenteams. Die 1. Mannschaft, die in der Vorsaison die National South Division (3. Liga) ungeschlagen als Erster abschloss, konnte sich auf Anhieb in der oberen Tabellenhälfte der Division One (2. Liga) etablieren. Im nationalen Pokal erreichte das Team das Achtelfinale.

## Herren
| Europapokalbilanz Herren Feld |                       |        |       |             |
| Jahr                          | Wettbewerb            | Niveau | Platz | Ort         |
| 1997                          | Cup Winners Cup       | 1      | 2     | Reading     |
| 1998                          | Club Champions Trophy | 2      | 1     | Brasschaat  |
| 2000                          | Cup Winners Cup       | 1      | 2     | Terrassa    |
| 2001                          | Cup Winners Cup       | 1      | 3     | Den Bosch   |
| 2002                          | Cup Winners Cup       | 1      | 2     | Eindhoven   |
| 2003                          | Club Champions Cup    | 1      | 1     | Brüssel     |
| 2004                          | Club Champions Cup    | 1      | 4     | Barcelona   |
| 2005                          | Club Champions Cup    | 1      | 2     | Amsterdam   |
| 2006                          | Cup Winners Cup       | 1      | 2     | Reading     |
| 2007                          | Club Champions Cup    | 1      | 4     | Bloemendaal |
| 2008                          | Euro Hockey League    | 1      | VF    | Terrassa    |
| 2009                          | Euro Hockey League    | 1      | VF    | Hamburg     |
| 2010                          | Euro Hockey League    | 1      | AF    | Rotterdam   |
| 2011                          | Euro Hockey League    | 1      | 3     | Wassenaar   |
| 2012                          | Euro Hockey League    | 1      | VF    | Rotterdam   |
| 2013                          | Euro Hockey League    | 1      | VF    | Amsterdam   |
| 2014                          | Euro Hockey League    | 1      | AF    | Eindhoven   |

Die Spitzenposition des Herrenteams in England dokumentiert neben fünf nationalen Titeln zwischen 1997 und 2008 auch die Tatsache, dass Reading sich elf Jahre in Folge für europäische Wettbewerbe qualifiziert hat. Den Höhepunkt bildete dabei der Gewinn des EuroHockey Club Champions Cups 2003 in Brüssel. Als amtierender Meister sicherte sich die Mannschaft in der Saison 2007/08 bereits vorzeitig den Titel in der England Hockey League. Das Team überstand als Gruppenzweiter in der Debütsaison der Euro Hockey League 2007/08 nach zwei Remis gegen den französischen Meister Saint-Germain-en-Laye HC und dem Crefelder HTC die Vorrunde, schaltete im innerenglischen Achtelfinale den Cannock HC 1:0 aus, bevor es im Viertelfinale gegen den niederländischen Vertreter HC Rotterdam mit 2:3 unterlag. Insgesamt bestehen elf Herrenmannschaften.
Erfolge 
- National League Champion:  1997, 2001, 2002, 2007, 2008, 2012
- National Super Cup Winner:  2002, 2003, 2004, 2006
- English Cup Winner: 1996, 1999, 2000, 2003, 2004, 2006, 2009, 2015
- EuroHockey Club Champions Cup: 2003, Zweiter 2005
- EuroHockey Cup Winners Cup: Zweiter 1997, 2000, 2002, 2006